# La La La (Snoop Lion)
La La La è un singolo del rapper statunitense Snoop Lion, il secondo estratto dall'undicesimo album in studio Reincarnated e pubblicato il 24 luglio 2012.
Il singolo è stato ripubblicato anche in formato 7" per celebrare i 50 anni di indipendenza della Giamaica.

## Tracce
1. La La La – 3:27